# Aparallactus
Genre
Aparallactus est un genre de serpents de la famille des Lamprophiidae. 

## Répartition
Les espèces de ce genre se rencontrent en Afrique subsaharienne.

## Description
Ce sont des serpents venimeux.

## Liste d'espèces
Selon The Reptile Database (29 nov. 2011) :
- Aparallactus capensis Smith, 1849
- Aparallactus guentheri Boulenger, 1895
- Aparallactus jacksonii (Günther, 1888)
- Aparallactus lineatus (Peters, 1870)
- Aparallactus lunulatus (Peters, 1854)
- Aparallactus modestus (Günther, 1859)
- Aparallactus moeruensis Witte & Laurent, 1943
- Aparallactus niger Boulenger, 1897
- Aparallactus nigriceps (Peters, 1854)
- Aparallactus turneri Loveridge, 1935
- Aparallactus werneri Boulenger, 1895

## Publication originale
- Smith, 1849 : Illustrations of the zoology of South Africa, consisting chiefly of figures and descriptions of the objects of natural history collected during an expedition into the interior of South Africa, in the years 1834, 1835, and 1836; fitted out by "The Cape of Good Hope Association for Exploring Central Africa" : together with a summary of African zoology, and an inquiry into the geographical ranges of species in that quarter of the globe, vol. 3, Appendix.